# 6885 Nitardy
A 6885 Nitardy (ideiglenes jelöléssel 9570 P-L) a Naprendszer kisbolygóövében található aszteroida. Cornelis Johannes van Houten,  Ingrid van Houten-Groeneveld és Tom Gehrels fedezte fel 1960. október 17-én.